# Cổ Lũng
Cổ Lũng là một xã thuộc tỉnh Thanh Hóa, Việt Nam.
Được thành lập ngày 16 tháng 6 năm 2025 trên cơ sở các xã Lũng Cao, Cổ Lũng của huyện Bá Thước, xã Cổ Lũng chính thức hoạt động từ ngày 1 tháng 7 cùng năm.

## Địa lý
Xã Cổ Lũng nằm ở vùng núi phía tây bắc tỉnh Thanh Hóa, có vị trí địa lý:
- Phía đông và phía bắc giáp tỉnh Phú Thọ
- Phía tây bắc giáp xã Phú Lệ
- Phía tây và phía nam giáp xã Pù Luông
- Phía đông nam giáp xã Bá Thước.

Xã Cổ Lũng có diện tích tự nhiên 127,05 km², quy mô dân số năm 2024 là 9.726 người, mật độ dân số đạt 77 người/km².

## Lịch sử
Địa giới hành chính xã Cổ Lũng trước đây là các xã Lũng Cao, Cổ Lũng, nằm ở phía tây bắc huyện Bá Thước.
Ngày 16 tháng 6 năm 2025, huyện Bá Thước bị giải thể do bỏ cấp huyện; xã Cổ Lũng được thành lập theo Nghị quyết số 1686/NQ-UBTVQH15 của Ủy ban Thường vụ Quốc hội trên cơ sở sáp nhập toàn bộ diện tích tự nhiên và quy mô dân số của 2 xã Lũng Cao, Cổ Lũng. Xã này chính thức hoạt động từ ngày 1 tháng 7 năm 2025, là đơn vị hành chính trực thuộc tỉnh Thanh Hóa.

### Xã Cổ Lũng trước 16/6/2025
Xã Cổ Lũng khi xưa còn được gọi là Mường Khoòng ,tiếng Trung là （勐康，Bính âm: Mãnh Khang, Pīnyīn: Mèng Kāng）thủ phủ của người Thái đen thuộc Tổng Mường Khoòng (ꪹꪣꪉꪄꪮꪉ),Cổ Lũng tổng Cổ Lũng xã khi xưa，vào thời Lê-Nguyễn là vùng đất thuộc huyện Cẩm Thủy, phủ Thiệu Thiên, Thanh Hóa. Đến năm Thành Thái thứ 14 (1902), thuộc tổng Cổ Lũng, châu Quan Hóa. Vào năm Khải Định thứ 10 (1925), tổng Cổ Lũng chuyển về châu Tân Hóa mới thành lập. Năm 1943, tổng Cổ Lũng nhập với tổng Thiết Ống thành một bang của châu Quan Hóa. Sau Cách mạng tháng Tám (1945), tổng Cổ Lũng thuộc châu Tân Hóa mới tái lập, đến tháng 11 năm 1945, châu Tân Hóa đổi thành châu Bá Thước theo tên của thủ lĩnh Cầm Bá Thước trong phong trào Cần vương.
Tháng 3 năm 1948, xã Cổ Lũng lúc này là vùng đất thuộc xã Quốc Thành, huyện Bá Thước. Năm 1964, xã Quốc Thành được chia thành 5 xã là Lũng Cao, Thành Sơn, Thành Lâm, Lũng Niêm và Cổ Lũng.
Hiện nay, xã Cổ Lũng gồm các thôn: Phìa(ꪚꪱ꫁ꪙ ꪡꪸ), La Ca(ꪚꪱ꫁ꪙ ꪨꪱ ꪀꪱ), Tến Mới(ꪚꪱ꫁ꪙ ꪹꪔꪸ꫁ꪙ), Nang(ꪚꪱ꫁ꪙ ꪘꪱꪉ), Na Khà(ꪚ꫁ꪱꪙ ꪙꪱ ꪅꪱ), Đốc(ꪚꪱ꫁ꪙ ꪶꪒꪀ), Lác ꪚꪱ꫁ꪙ ꪨꪱꪀ, Ấm (ꪚꪱ꫁ꪙ ꪹꪮꪷ꫁ꪣ), Hiêu (ꪚꪱ꫁ꪙ ꪭꪸꪫ), Khuyn(ꪚꪱ꫁ꪙ ꪄꪲꪙ), Lọng(ꪚꪱ꫁ꪙ ꪩꪮ꫁ꪉ), Eo Điếu(ꪚꪱ꫁ꪙ ꪔꪸ꫁ꪫ). Trung tâm hành chính hiện nay được đặt tại Thôn Nà Khà.
Cơ sở giáo dục: trên địa bàn xã có một trường tiểu Học với hai cơ sở, một trường trung học cơ sở và một trường trung học phổ thông.
Xã Cổ Lũng cũng là một trong những đơn vị vinh dự được đón nhận là xã Anh Hùng lực lượng vũ trang nhân dân vì đã có những đóng góp to lớn trong thời kỳ kháng chiến chống Pháp.

## Hành chính
Xã Cổ Lũng có 22 thôn. Dưới đây là danh sách các thôn theo địa giới từng xã cũ:
| Mã    | Tên xã   | Hành chính | Hành chính                                                                   |
| Mã    | Tên xã   | Số lượng   | Danh sách                                                                    |
| ----- | -------- | ---------- | ---------------------------------------------------------------------------- |
| 14959 | Lũng Cao | 11 thôn    | Bá, Bố, Cao, Cao Hoong, Hin, Kịt, Mười, Nủa, Pốn Thành Công, Son, Trình      |
| 14965 | Cổ Lũng  | 11 thôn    | Ấm Hiêu, Eo Điếu, Đốc, Khuynh, La Ca, Lác, Lọng, Nang, Nà Khà, Phia, Tến Mới |

## Văn hóa
Cổ Lũng được coi là nơi phát tích của truyền thuyết Khăm Panh-Nàng Mướn(ꪁꪾ ꪵꪝꪉ - ꪙꪱꪉ ꪹꪢ꫁ꪙ). Ngoài ra còn tích hợp những nét văn hóa cổ truyền độc đáo của đồng bào Thái nơi đây, nổi tiếng như Khắp Thái, nhảy sạp, múa xòe hoa,bắn nỏ, trò tó mác lẹ...

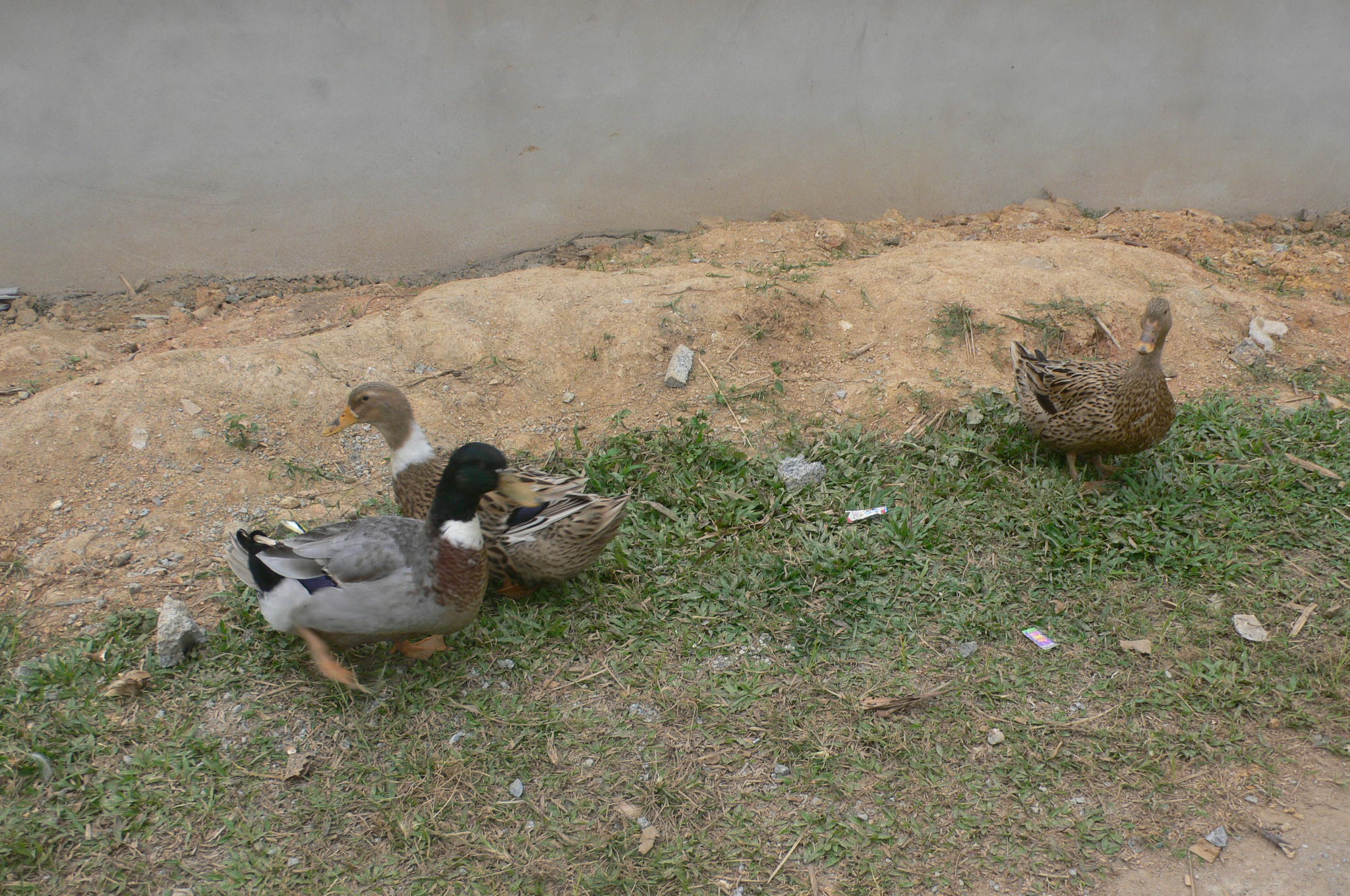
Vịt Cổ Lũng

## Di tích và danh lam thắng cảnh
- Xã Cổ Lũng được thiên nhiên ưu ái với hệ sinh thái phong phú và đa dạng, Thác Hiêu tọa lạc tại Bản Hiêu là một trong những "lục mỹ nhiên" của Huyện Bá Thước
- Ruộng bậc thang Bản Hiêu
- Đền Cổ Lũng, di tích trong thời kì kháng chiến chống Pháp[5].
- Phố Đoàn (một phần thuộc địa chính của xã Lũng Niêm, một phần thuộc về xã Cổ Lũng) là phiên chợ giao thương của các đồng bào vùng cao có lịch sử từ thới Pháp thuộc. Chợ được họp mỗi tuần hai phiên vào Thứ Năm và Chủ Nhật hàng tuần.